# Jane Hamilton
Jane, lady Archibald Hamilton, född 1704, död 1753, var en engelsk mätress.
Hon blev uppmärksammad för det förhållande hon hade med Fredrik, prins av Wales 1736-1745. 
Hon utnämndes 1736 till Mistress of the Robes och First lady of the Bedchamber åt den nya kronprinsessan Augusta av Sachsen-Gotha, och blev samma år älskarinna till kronprinsen sedan hans förhållande med Anne Vane avslutats. Hon behöll båda funktionerna fram till att hon 1745 ersattes av Grace Sackville i båda rollerna.